# IC 5328
IC 5328 је елиптична галаксија у сазвјежђу Феникс која се налази на листи објеката дубоког неба у Индекс каталогу.
Деклинација објекта је - 45° 0' 56" а ректасцензија 23h 33m 16,3s. Привидна величина (магнитуда) објекта IC 5328 износи 11,3 а фотографска магнитуда 12,3. Налази се на удаљености од 34,525 милиона парсека од Сунца. IC 5328 је још познат и под ознакама ESO 291-29, AM 2330-451, PGC 71730.